# Oikos
Pour les articles homonymes, voir Oikos (homonymie).

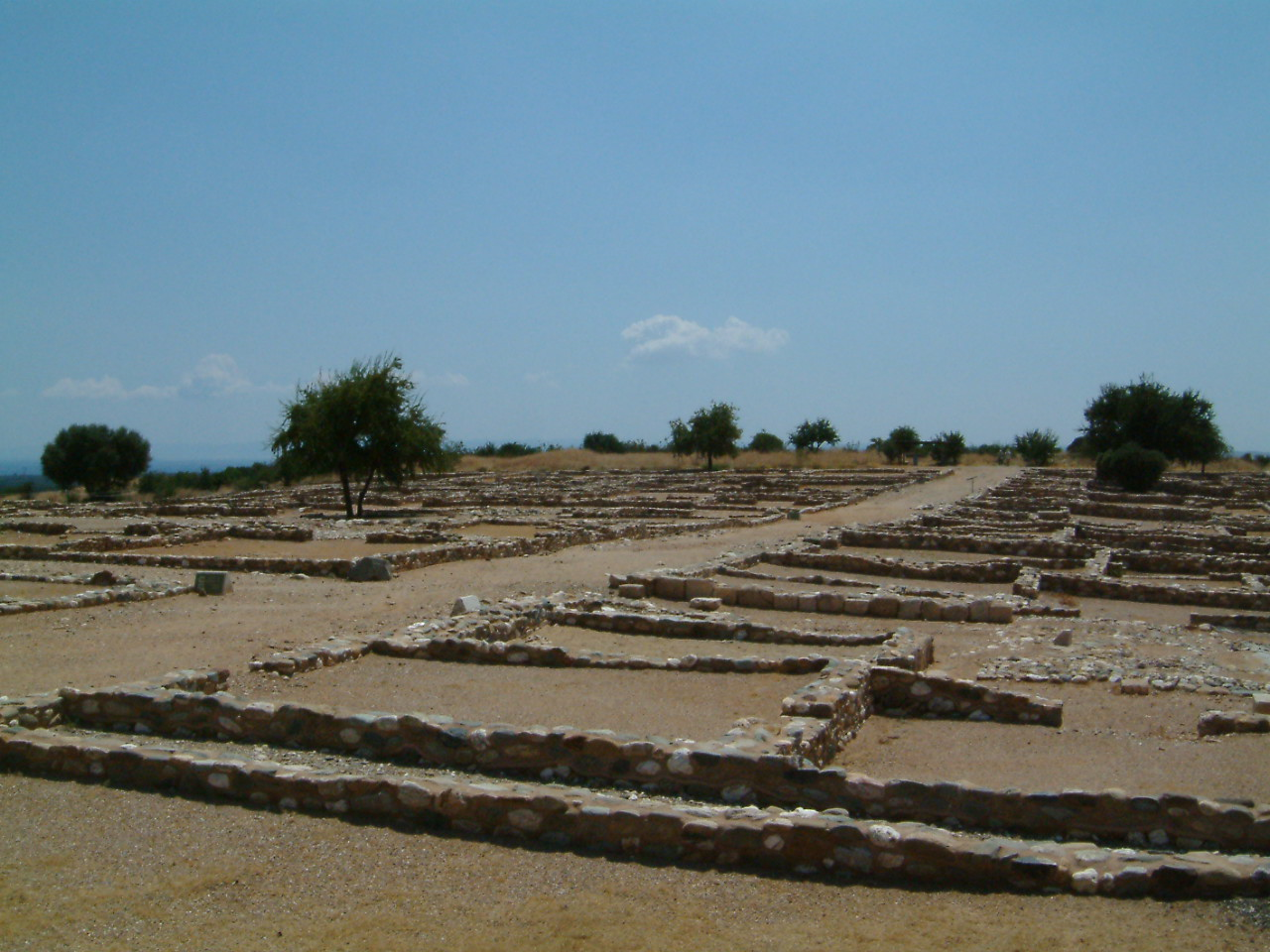
Fouilles à Olynthe. La disposition des maisons, constitutives de l'oikos, rectangulaires et de taille régulière, peut être constatée.

Un oikos — du grec ancien οἶκος, « maison », « patrimoine » — est l'ensemble de biens et d'hommes rattachés à un même lieu d'habitation et de production, une « maisonnée ».
Il s'agit à la fois d'une unité familiale élargie — des parents aux esclaves — et d'une unité de production agricole ou artisanale. Il est le centre d'un pouvoir, et l'art de « gérer un oikos » — l'économie, du grec oikonomía — revêt une importance particulière dans la Grèce antique. Xénophon écrit par exemple un long dialogue à ce sujet, l'Économique.

## Signification et fonction
En Grèce antique, dès l'époque homérique, chaque personne est rattachée à un oikos. Dans l'Odyssée, l'oikos d'Ulysse attire la convoitise des prétendants. Il s'agit d'un gigantesque domaine dans l’Île d'Ithaque, avec plusieurs milliers de têtes de bétail.
Dans l'Économique de Xénophon, le terme est traduit malencontreusement — et ce dans la majorité des vieilles traductions et avant que les progrès de la linguistique ne permettent de bien discerner les deux sens du mot — par « maison », et ceci bien que Socrate ait pris soin de bien préciser ce qu'il entendait par « oikos ».

## La famille dans l'oikos

### Les hommes
Un homme, le kurios (ou kyrios, du grec κύριος), est à la tête de l'oikos. Il a pour rôle de défendre les intérêts de son oikos dans la polis, et doit assurer la protection des femmes et des mineurs avec lesquels il partage son foyer. Le rôle de kurios semble initialement dévolu au père des enfants du couple marié, qui possède l'oikos. Pour autant, ce rôle peut être transféré à un autre adulte mâle, enfant légitime, au sein du foyer. Quand un fils obtient sa part de l'héritage, que ce soit avant ou après la mort de son père, il forme un nouvel oikos, même s'il reste dans le même lieu. De fait, de nouveaux oikoi se forment à chaque génération, consécutivement aux mariages et aux naissances. Plusieurs fils se partagent le territoire hérité, faisant naître plusieurs oikoi. Un ensemble de pièce est théoriquement destiné aux hommes dans l'oikos, nommé l'andrôn.
La relation entre le père et le fils est intrinsèquement liée au transfert de la propriété familiale : un fils légitime s'attend à hériter des biens de son père ; en retour, il est légalement (et moralement) obligé de venir en aide à son père dans la vieillesse. Si un fils échoue à pourvoir aux besoins de ses parents âgés, il peut être poursuivi, et perdre les droits liés à son statut de citoyen. Cependant, les fils n'ont pas l'obligation de soutenir leurs parents s'ils n'en ont pas les moyens. En outre, l'héritier est aussi contraint d'effectuer les rites funéraires lors des funérailles de son parent, et a le devoir de perpétuer des rites commémoratifs en son honneur. Il semble que cette obligation était particulièrement forte à Athènes.

### Les femmes

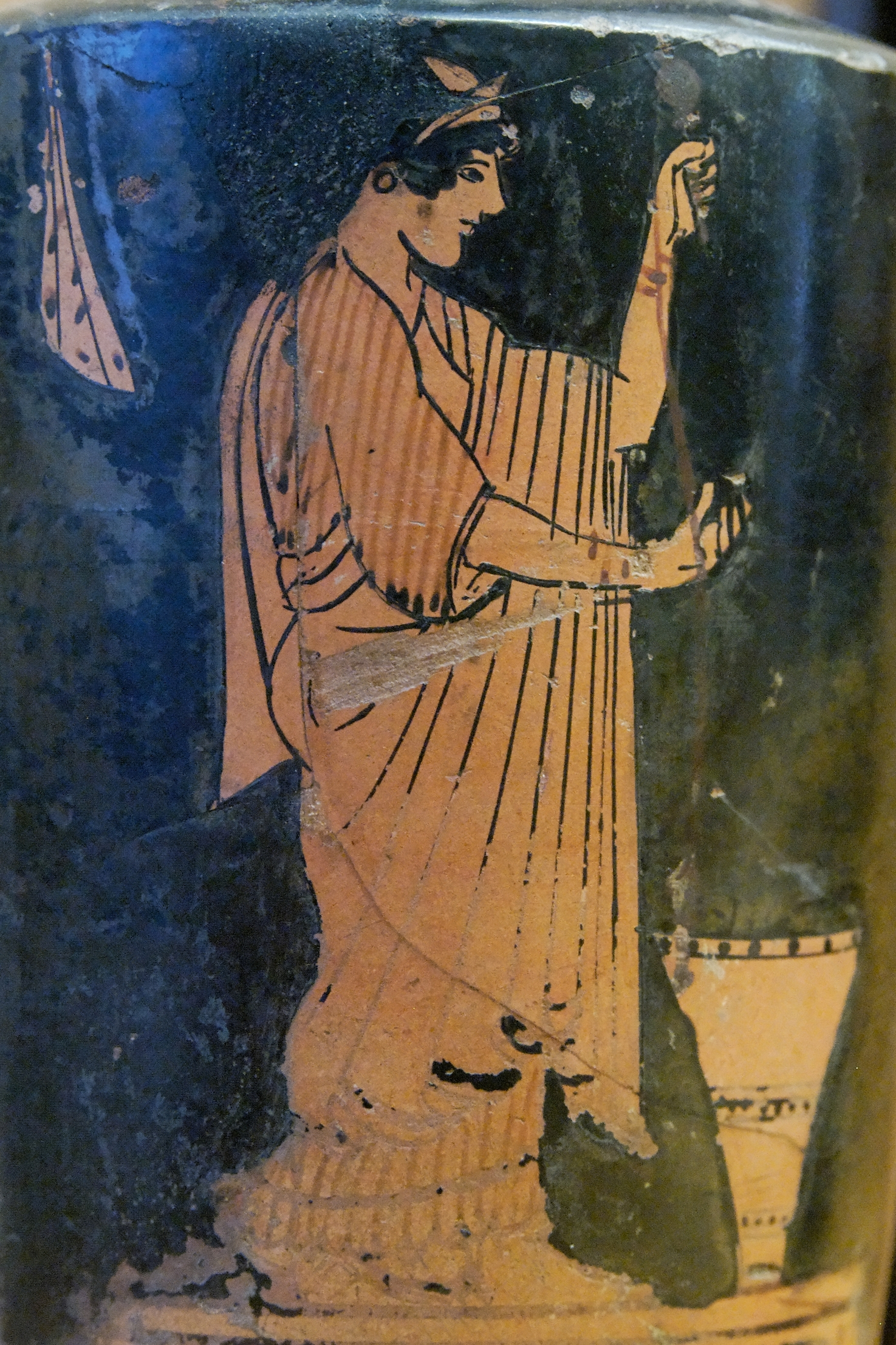
Femme filant ; sur le sol, un kalathos. Lécythe attique à figures rouges, 480-470 av. J.-C.

Si les hommes avaient un rôle actif dans les activités de la cité — la politique, au sens premier du terme —, et de l'oikos, le rôle des femmes est restreint à l'oikos. À Athènes, les femmes, si elles sont issues d'un mariage légitime, sont filles de citoyen : elle ne peuvent pas être citoyenne à proprement parler, le pouvoir politique étant uniquement dévolu aux hommes. Elles peuvent cependant avoir une petite activité économique, sous la tutelle de leur époux ou de leur père, suivant l'oikos auquel elles appartiennent. Elles peuvent aussi avoir une petite portion de bien propre, qu'elles récupèrent à l'occasion de leur mariage. Elles ont en outre un rôle public dans le cadre des pratiques religieuses, notamment dans les funérailles, les mariages, et les fêtes, dont certaines leur sont spécifiquement destinées. De nombreuses femmes sont par ailleurs prêtresses. Les femmes semblent toutefois parfois absentes de certaines fêtes.
Le système d'héritage athénien fait passer dans les successions les hommes devant les femmes, même si ces dernières sont également au plus proche du défunt. Une fille qui n'a aucun frère n'hérite pas du patrimoine de son père à son décès : elle devient épiclère (en grec : ἐπίκληρος, eplikleros) : le patrimoine de son kurios devient sa dot. L'individu mâle le plus proche d'elle doit récupérer ce patrimoine en l'épousant, même si cette dernière est déjà mariée à un autre homme, afin de préserver les biens de l'oikos du défunt dans la lignée familiale. Le plus proche parent peut refuser le mariage, auquel cas il doit trouver un époux pour la fille épiclère, et payer sa dot. À Sparte, un statut similaire (patrouchos) semble plus souple, car les femmes avaient le droit d'être propriétaires. Les traces en provenance d'autres cités sont trop fragmentaires pour pouvoir généraliser à l'ensemble de la Grèce antique ce système.
Dans le foyer, les femmes sont théoriquement limitées à un espace précis, que les historiens nomment le gynécée. Le gynécée est aussi l'espace de l'éducation des enfants, prodigué par les mères et les nourrices. Les femmes, dans l'oikos, doivent s'occuper de faire à manger pour les hommes, qu'ils soient esclaves ou non, et les enfants. Elles confectionnent aussi des vêtements, et font le ménage. Dans les familles aisées, ces tâches sont effectués par des esclaves, et la femme athénienne prend alors un rôle de superviseuse. Des études récentes ont montré que ce concept de gynécée n'est finalement pas viable, si on l'entend comme une pièce où l'épouse serait recluse,. Cependant, il convient de souligner l'existence d'une division genrée de l'espace pour les esclaves, car les maîtres veulent en contrôler la sexualité (et donc les naissances). Cette absence de gynécée n'empêche pas les Athéniens d'avoir pour grande préoccupation le contrôle des mouvements des femmes et des filles, dont l'on souhaite éviter au maximum le contact avec les hommes de l'extérieur.
Les femmes quittent rarement la maisonnée, et quand elles le doivent, s'entourent de femmes esclaves. Elles vont acheter des produits sur les marchés, et tirer de l'eau au puits, mais ces activités sont souvent déléguées aux esclaves. Les femmes plus âgées et les veuves ont plus de libertés. De même, les femmes spartiates sont autorisées à boire de l'alcool, et exercent une autorité plus grande dans leur oikos.
Toutefois, comme on le constate dans les textes produits par les contemporains, ces normes sont rarement respectées. Les femmes pauvres ont des activités plurielles, vendant par exemple des outils, des pains, ou travaillant en tant que nourrice, ou dans les champs. Elles peuvent aussi accompagner leur mari à leur labeur. Il semble aussi difficile dans la pratique de maintenir une ségrégation spatiale stricte dans les oikos, entre hommes et femmes. En outre, les veuves doivent parfois reprendre une activité, si elles ne perçoivent pas de moyens de subsistance importants.

### Les enfants

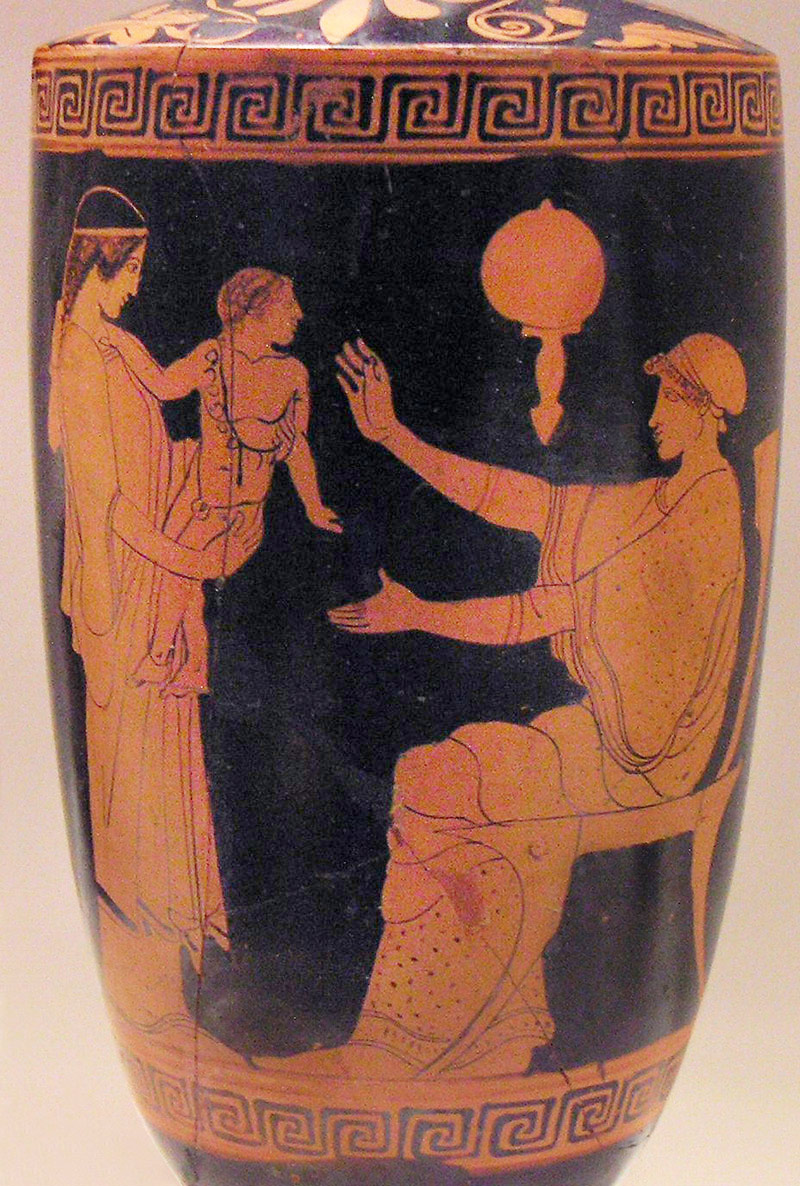
Lécythe à figures rouges, provenant d'Érétrie. Scène du gynécée : une esclave tend un nourrisson à sa mère. Vers 470-460 avant J.-C.

La naissance a lieu à l'intérieur de la maison, en présence de toutes les femmes. Une sage-femme peut être présente, et un médecin être appelé en cas de complications. Pour autant, peu d'information nous sont parvenus sur l'accouchement. Il est perçu comme une souillure, et ne doit pas, de fait, avoir lieu dans un endroit sacré. Le kurios choisit, tout de suite après la naissance, si l'enfant sera gardé ou exposé. S'il est gardé, une cérémonie de purification a lieu entre le cinquième et le septième jour qui suit la naissance. Cela, dans le contexte athénien : les pratiques des autres cités sont à cet égard peu connues, outre Sparte.
La mère doit nourrir au sein son enfant, mais des nourrices peuvent être engagées pour cette tâche. On a aussi constaté l'existence de bouteilles pour conserver le lait. Des peintures sur vases font état de berceaux en osier ou en bois dans les foyers. Les enfants ont des jouets, attestés par l'archéologie et la littérature. C'était d'ailleurs une coutume que de donner des jouets aux enfants à l'occasion de fêtes. Quand une fille est sur le point de se marier, ou qu'un garçon entre dans l'adolescence, la coutume veut qu'ils dédient leurs jouets en offrande à certaines divinités. À partir du quatrième siècle, les enfants apparaissent plus fréquemment dans les œuvres d'art de l'époque.
Les enfants mâles sont privilégiés au sein de l'oikos, pour différentes raisons. Ils sont ceux qui doivent perpétuer la famille, et le culte familial, ils doivent s'occuper de leurs parents quand ils seront âgés. En outre, les garçons peuvent hériter des biens de leur mère. Les garçons sont élevés dans les quartiers de leur mère jusqu'à l'âge de six ou sept ans, puis suivent des enseignements scolaires. Les filles quant à elles restent sous le contrôle resserré de leur mère, au sein de l'oikos, jusqu'à ce qu'elles soient en âge d'être mariées. Si elles sortent très peu de cet espace, elles participent toutefois à des fêtes religieuses.
À Sparte, l'exposition des enfants n'est pas du ressort du kurios, mais des pouvoirs publics, qui sélectionnent par ce biais les enfants considérés comme les plus vaillants. Les garçons quittent leur famille pour être élevés par les instances de la cité.

#### Adoption
Il est possible pour un homme d'adopter un fils, dans l'optique de perpétuer sa famille. Les plus anciennes références à cette pratique dans le contexte grec se trouvent dans le code de Gortyne, qui signale qu'un fils adopté a moins de droit sur l'héritage qu'un fils biologique. À Athènes, au quatrième siècle, on observe trois formes différentes d'adoption : la première, du vivant de l'homme ; la seconde, par testament ; la dernière, par attribution, après la mort de l'homme, si aucun fils biologique n'existe, et qu'aucun fils adoptif n'a été désigné.
Un fils adopté n'est plus membre de son oikos originel, devenant membre de l'oikos de son père adoptif. S'il souhaite retourner dans son premier oikos, il doit laisser dans l'oikos d'adoption un fils légitime, qui a la tâche de le perpétuer.

### Animaux domestiques

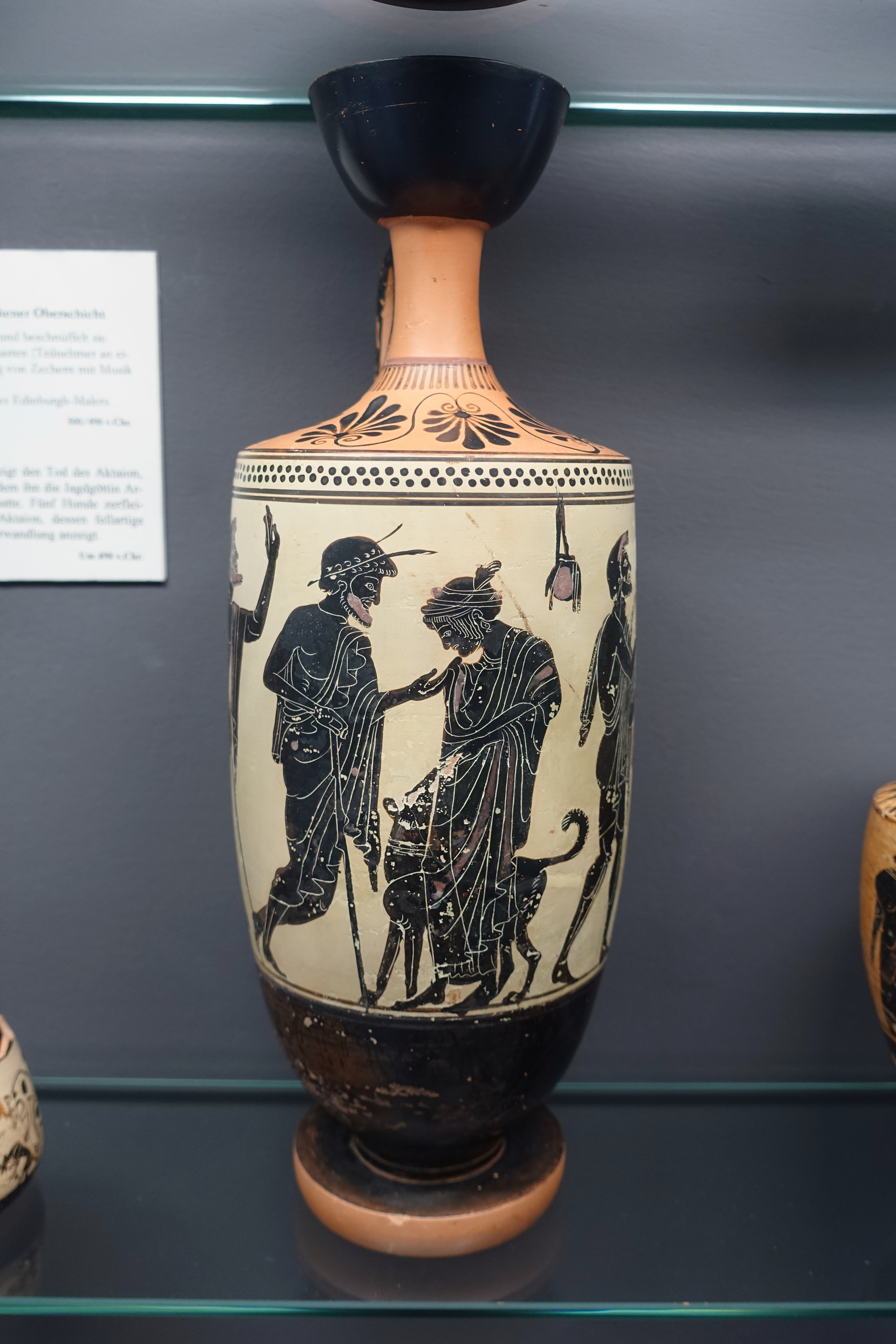
Un lécythe représentant une scène de vie athénienne (vers 500-490 avant J.-C.) ; un chien est aux pieds des deux personnages.

Des animaux domestiques vivent dans les maisons grecques au moins depuis l'époque archaïque, Homère mentionnant la présence de chiens. L'animal de compagnie le plus répandu semble être le chien de petite taille, souvent représenté sur les tombes et les vases attiques du cinquième siècle.

## Dans l'Empire byzantin
Dans l'Empire byzantin, le terme sert à désigner un bâtiment, plus précisément sa fonction, au sens d'une unité de production. Cela peut également désigner un domaine agricole, un palais ou une église.